# Гавайська етнобіологія
Гавайська етнобіологія - це дослідження того, як люди на Гаваях, особливо ті, що мали дозахідний контакт, взаємодіяли з рослинами навколо них. Це стосується практики агролісомеліорації, садівництва, релігійних рослин, лікарських рослин, сільського господарства та аквакультури.

## Консервація
Часто в охороні природи «Гавайська етнобіологія» описує стан екології на Гавайських островах до контакту з людьми. Однак, оскільки «етно» стосується людей, «Гавайська етнобіологія» — це дослідження того, як люди, минулі та теперішні, взаємодіють із живим світом навколо них.
Концепція збереження, як і багато речей на стародавніх Гаваях до контакту, була децентралізованою. На рівні ahupuaʻa, конохікі керували багатством природних ресурсів. Він збирав інформацію про спостереження людей і приймав рішення щодо того, що капу (суворо заборонено) протягом якого часу. Крім того, концепція kuleana (відповідальності) сприяла збереженню. Сім'ям було делеговано зону риболовлі. Вони відповідали за те, щоб протягом місяців рибальства не брати більше, ніж їм потрібно, і годувати рибу калом (Colocasia esculenta) і хлібним деревом ( Artocarpus altilis) протягом певного сезону. Та сама ідея не збирати більше, ніж потрібно, і піклуватися про «дикі» заготовлені продукти поширилася в ліс.
У наш час ця роль інституціоналізована в рамках центрального державного уряду. Це викликає ворожнечу між збирачами природних ресурсів (рибалками, які ведуть власне господарство) і законодавчими органами штату (місцевим Департаментом риби та дикої природи).

## Агролісомеліорація
Управління лісовими ресурсами навколо вас – це агролісомеліорація. Сюди входять деревні та недеревні лісові культури. Гавайська практика агролісомеліорації

## Релігійні рослини
Якщо релігійна система вірувань впливає на практику культури в тому, як люди сприймають своє середовище та керують ним, тоді ця рослина є частиною «священної екології». Гавайські священні рослини включають ʻawa (Piper methysticum), який використовувався і в релігійних цілях як причастя, і звичайними людьми як релаксант/заспокійливий засіб. Іншими релігійними рослинами, які сформували екологію, є Кі (Cordyline fruticosa) Kalo. Кі — безплідна рослина, тому широке поширення рослини на головних Гавайських островах свідчить про діяльність людини; якщо не безпосередньо посадити, то через гравітаційну фрагментацію.
Кало був основною культурою крохмалю гавайської дієти. У гавайській генеалогії Галоа був першим народженим від Папи (Матері-Землі) і Вакеа (Батька Неба). Перший син був мертвонародженим, тому батько поховав його, назвавши Халоа. Згодом з цього місця проросла перша рослина кало. Другого сина також назвали Халоа, і йому доручили завжди піклуватися про свого "старшого брата" — кало. Історичні жителі Гаваїв виводять свій рід від Халоа, і для багатьох із них обов’язок доглядати за кало зберігається і донині. Ця відповідальність і потреба в їжі спонукали до будівництва величезних комплексів з вирощування калу під назвою loʻi.